# Audrey Reid
Audrey Reid, po mężu German (ur. 25 marca 1952 w Bunkers Hill, w Trelawny) – jamajska lekkoatletka, specjalistka skoku wzwyż i sprinterka, medalistka igrzysk panamerykańskich, trzykrotna olimpijka.

## Kariera sportowa
Zdobyła brązowy medal w sztafecie 4 × 100 metrów (w składzie: Carol Cummings, Una Morris, Reid i Vilma Charlton) oraz zajęła 6. miejsce w skoku wzwyż na igrzyskach panamerykańskich w 1967 w Winnipeg. Odpadła w kwalifikacjach skoku wzwyż na igrzyskach olimpijskich w 1968 w Meksyku. Zajęła 4. miejsce w tej konkurencji na igrzyskach Brytyjskiej Wspólnoty Narodów w 1970 w Edynburgu.
Zwyciężyła w skoku wzwyż na mistrzostwach Ameryki Środkowej i Karaibów w 1971 w Kingston. Na igrzyskach panamerykańskich w 1971 w Cali zdobyła srebrny medal w tej konkurencji, przegrywając jedynie z Debbie Brill z Kanady, a wyprzedzając swą koleżankę z reprezentacji Jamajki Andreę Bruce. Zajęła 11. miejsce w skoku wzwyż na igrzyskach olimpijskich w 1972 w Monachium i 21. miejsce w tej konkurencji na igrzyskach olimpijskich w 1976 w Montrealu.
Była mistrzynią Stanów Zjednoczonych w skoku wzwyż w 1972.
Siedem razy poprawiała rekord Jamajki w skoku wzwyż do wyniku 1,84 m, uzyskanego 2 lipca 1972 w Canton. Była pierwszą lekkoatletką z Jamajki, która przekroczyła wysokość 1,70 m i 1,80 m. Jej rekord życiowy pochodził z 1976 i wynosił 1,855 m.